# Wielkie Tyrnowo
Wielkie Tyrnowo (bułg. Велико Търново trl. Weliko Tyrnowo) – miasto położone w północno-centralnej Bułgarii nad rzeką Jantrą, u północnych podnóży Starej Płaniny, około 240 km na północny wschód od Sofii. Jest jednym z najstarszych miast w Bułgarii, historycznie trzecią stolicą państwa, symbolem bułgarskiej niepodległości i państwowości. Według Ujednoliconego Systemu Ewidencji Ludności oraz Usług Administracyjnych dla Ludności, 15 marca 2016 roku miasto liczyło 71 168 mieszkańców.
Położone jest na kilku wzgórzach, oddzielonych od siebie silnie meandrującą tu Jantrą, z których najważniejsze to Sweta Gora, Carewec i Trapezica. Lokalizacja miasta wymusiła szczególną, wyjątkowo ciasną zabudowę, sprawiając wrażenie, iż domy stoją jeden na drugim.
Obecnie Wielkie Tyrnowo jest stolicą obwodu Wielkie Tyrnowo i gminy Wielkie Tyrnowo. Znajduje się tutaj jedna z najważniejszych bułgarskich uczelni wyższych: Uniwersytet Wielkotyrnowski im. Świętych Cyryla i Metodego.

## Etymologia nazwy
Nazwa miasta pochodzi od słowiańskiego wyrazu oznaczającego „cierń” (podobnie jak polskiego Tarnów). Przez wieki ewoluowała ona od Tyrnow, poprzez Trynow, Tyrnowgrad i Tyrnowo, po obecne Wielkie Tyrnowo. Epitet Weliko, oznaczający „wielkie”, nadany został w 1965 roku, aby podkreślić wspaniałą historię miasta (jako byłej stolicy).

## Historia
Pierwsze ślady osadnictwa na tym terenie, znalezione na górze Trapezica, datowane są na 3 tysiące lat przed Chrystusem. Większa osada powstała na zboczach góry Carewec pod koniec epoki brązu w okolicach XIII wieku p.n.e. Zamieszkiwali tam wówczas Trakowie, których osada przetrwała do końca epoki żelaza. Szczyt prosperity datowany jest na okres od VI wieku p.n.e. do końca I wieku n.e. Ślady ówczesnego panowania rzymskiego zostały z czasem zatarte.

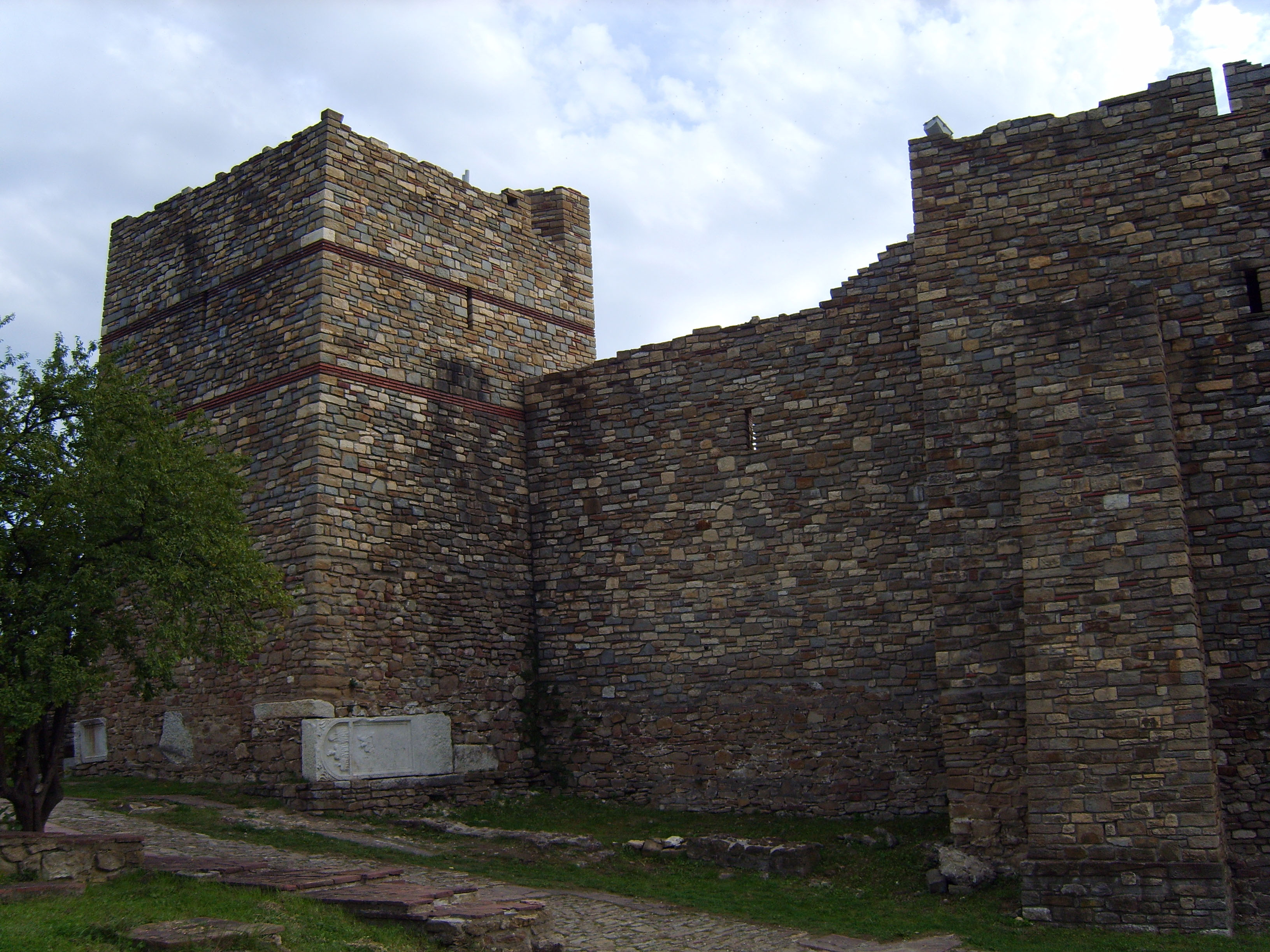
Carewec

Następnie Carewec zamieszkiwany był w okresie panowania bizantyjskiego, od V do pierwszej połowy VII wieku. Zbudowano tam wówczas silnie ufortyfikowane miasto, stanowiące podporę linii obronnej Bizancjum na Półwyspie Bałkańskim. Następnie na ruinach miasta bizantyjskiego powstała w VIII wieku osada, której znaczenie ekonomiczne oraz liczba mieszkańców systematycznie rosły w kolejnych wiekach.

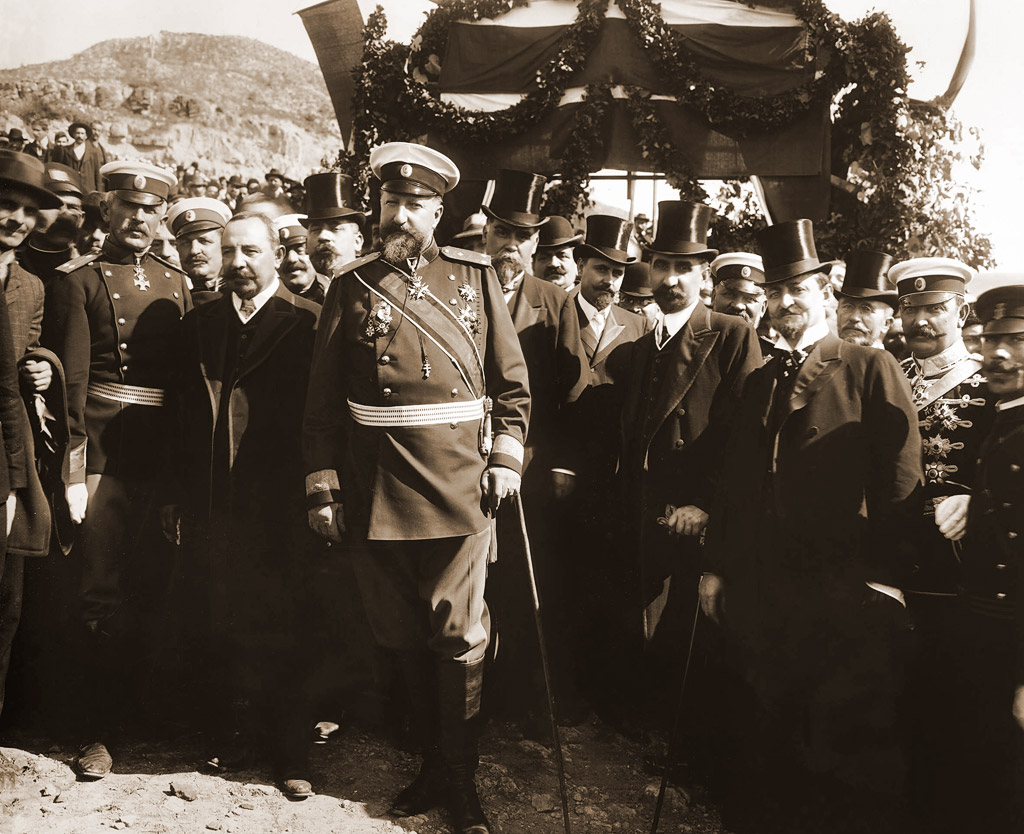
proklamowanie niepodległości Bułgarii

Rok 1187 przyniósł powstanie Asena i Piotra, które położyło kres panowaniu bizantyjskiemu na ziemiach bułgarskich i ówczesne Tyrnowo zostało stolicą odrodzonego królestwa.
W szczytowym okresie istnienia państwa bułgarskiego, przypadającym na wieki XIII i XIV, Wielkie Tyrnowo było liczącym się w Europie ośrodkiem politycznym, ekonomicznym i kulturalnym. Działały tutaj wówczas znana szkoła malarstwa oraz szkoła piśmiennicza, których organizatorami i znanymi przedstawicielami byli Eutymiusz Tyrnowski oraz Teodozjusz Tyrnowski.
Złoty okres rozwoju miasta zakończył się gwałtownie 17 lipca 1393 roku, kiedy miasto po trzymiesięcznym oblężeniu zostało zdobyte przez Turków osmańskich. Dawna stolica została w znacznym stopniu zniszczona, jednak pod rządami osmańskimi miasto pozostało w dalszym ciągu aktywnym ośrodkiem kultury bułgarskiej, wspierając kolejno liczne powstania przeciwko okupantom:
- powstania tyrnowskie w 1598, 1686 i 1700
- spisek Wełcza w 1835
- powstanie kapitana Diado Nikoły w 1856
- rewoltę Hadżi Stawrewa 1862
- powstanie kwietniowe w 1876.

7 lipca 1877 roku miasto zostało ponownie wyzwolone i już dwa lata później, od 10 lutego do 16 kwietnia 1879, gościło Zgromadzenie Narodowe, które w tym czasie opracowało pierwszą bułgarską konstytucję, nazywaną Konstytucją Tyrnowską. 17 lipca 1879 roku na głowę państwa wybrano Aleksandra I Battenberga, który 27 lipca tego samego roku przyjął tytuł księcia Bułgarii.
Po upadku Związku Radzieckiego, w roku 1990 w mieście odbyło się 7 Wielkie Zgromadzenie Narodowe, które zebrało się w tym samym budynku co zgromadzenie z 1879 roku. Opracowana została nowa konstytucja, określająca podstawowe prawa w obliczu nowego porządku demokratycznego.

## Zabytki

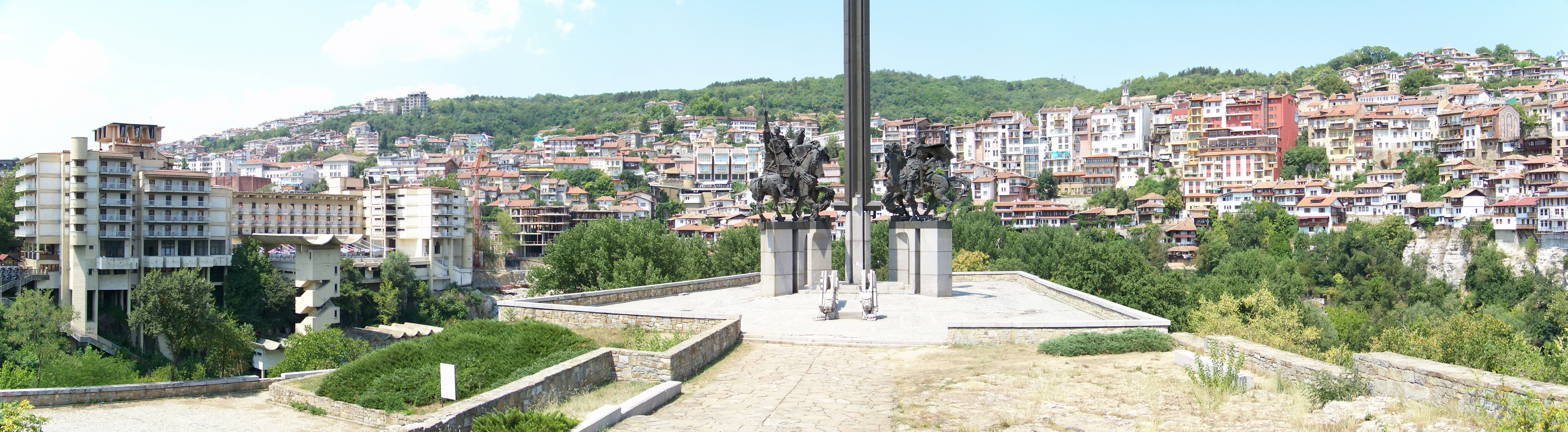
Wielkie Tyrnowo

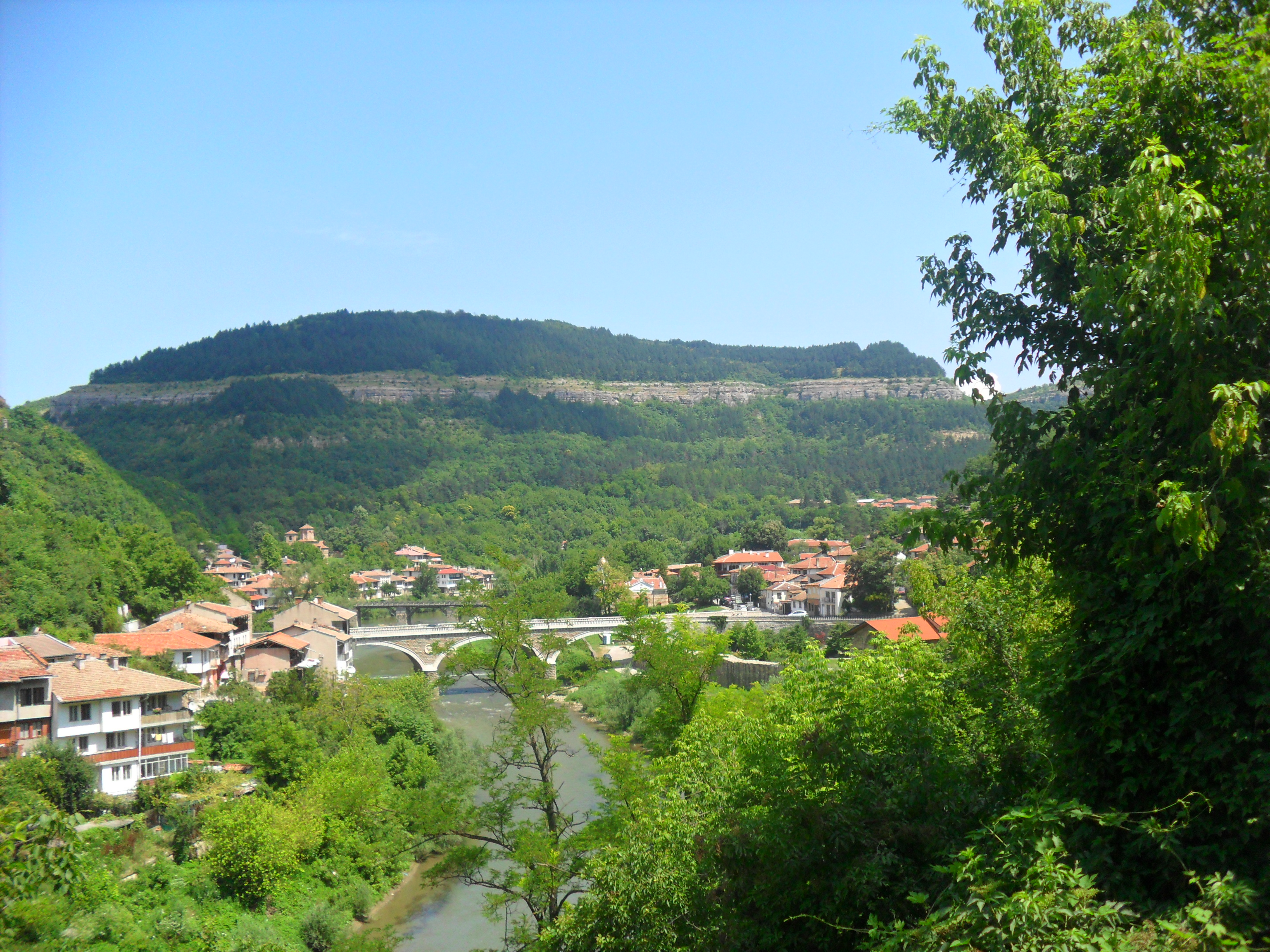
Dzielnica Asenow, w tle wzgórze Garga bair

- zespół dawnej twierdzy Carewec: ruiny zamku (XII–XIV wiek) i obwarowań (XIII wiek)
- odrestaurowany patriarszy sobór Wniebowstąpienia Pańskiego (XIII i XIV wiek, odbudowany w latach 1981–1985)
- ruiny obwarowań i 17 cerkwi z resztkami malowideł, mozaik i detali ceramicznych na wzgórzu Trapezica
- cerkwie: św. Dymitra (XII wiek), Czterdziestu Męczenników (wewnątrz freski z XIII wieku), św. Piotra i Pawła (XIV wiek, freski z XIV, XV i XVI wieku), św. Jerzego (XVII wiek)
- stara, malowniczo spiętrzona na stokach wzgórz zabudowa mieszkalna (XVIII i XIX wiek)
- zajazd Hadżi Nikoły (połowa XIX wieku)

## Transport

### Kolej
Miasto posiada dwa dworce kolejowe:
- Dworzec Centralny, zlokalizowany na południowym końcu miasta, u podstawy Swetej Gory
- Dworzec Trapezica, na północnym wschodzie, w dolinie Jantry, u podnóża góry Trapezica.

Obie stacje kolejowe znajdują się na głównej trasie Ruse–Gorna Orjachowica–Stara Zagora–Podkowa. Szczególnie istotna jest bliskość Gornej Orjachowicy, która jest największym węzłem kolejowym w Bułgarii.

### Autobusy
Dworzec autobusowy znajduje się na zachodnim końcu miasta (ul. Nikoła Grabovski 86) i oferuje połączenia z, między innymi, Sofią, Gabrowem, Ruse, Łoweczem, Kazanłykiem Gorną Orjachowicą i Warną.

## Edukacja
- Uniwersytet Wielkotyrnowski im. Świętych Cyryla i Metodego

## Sport
- Etyr Wielkie Tyrnowo – klub piłkarski

## Galeria zdjęć

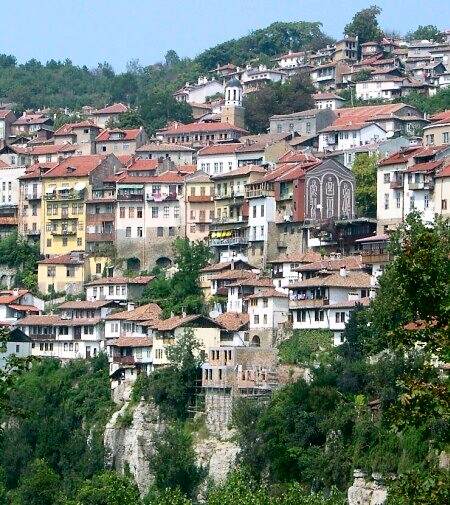
Wielkie Tyrnowo
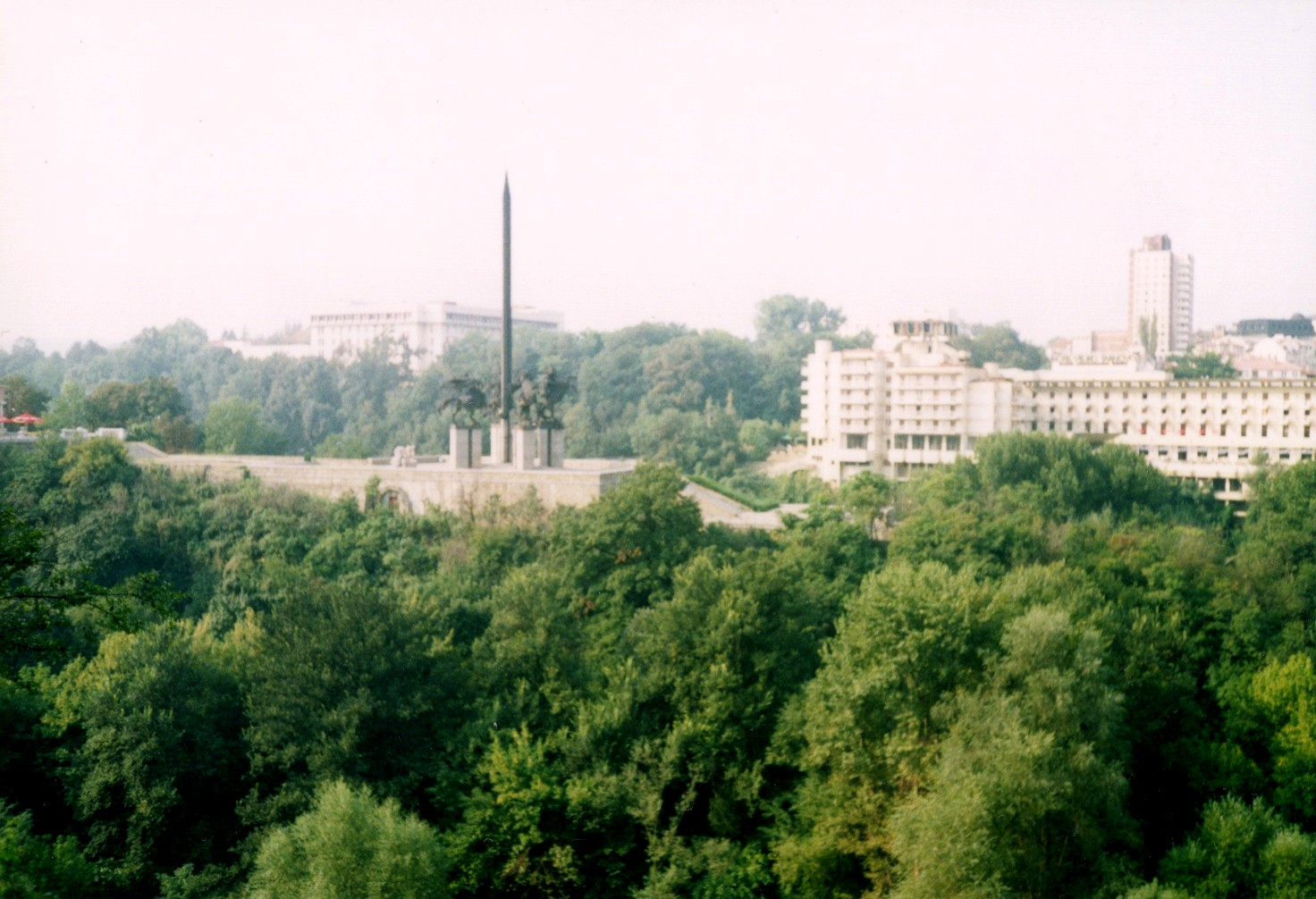
Jeden z pomników w Wielkim Tyrnowie
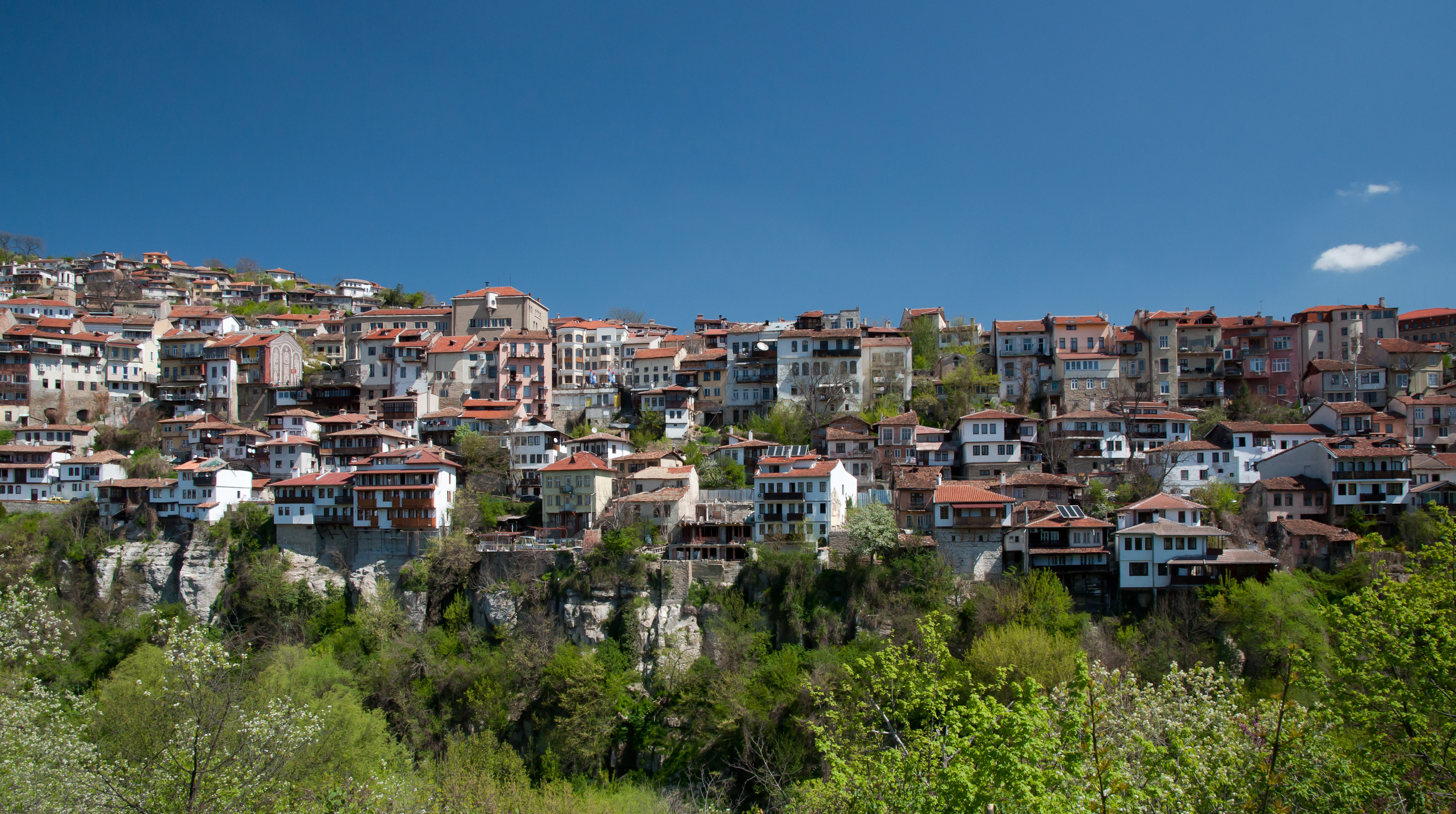
Widok na Wielkie Tyrnowo

## Miasta partnerskie
- Toledo, Hiszpania
- Bajonna, Francja
- Seres, Grecja
- Sopron, Węgry
- Ochryda, Macedonia Północna
- Bitola, Macedonia Północna
- Tarxien, Malta
- Kraków, Polska
- Jassy, Rumunia
- Asti, Włochy
- Twer, Rosja
- Nisz, Serbia
- Połtawa, Ukraina
- Colonia Tovar, Wenezuela
- Braszów, Rumunia
- Cetynia, Czarnogóra